# Čcheng S’-jüan
Čcheng S’-jüan (čínsky pchin-jinem Chéng Sīyuǎn, znaky zjednodušené 程思远; 17. září 1908 — 28. července 2005) byl čínský politik, nestranický místopředseda stálého výboru Všečínského shromáždění lidových zástupců (parlamentu, 1993–2003) a místopředseda celostátního výboru Čínského lidového politického poradního shromáždění (1988–1993). Roku 1926 vstoupil do Kuomintangu a kuomintangské armády, účastnil se severního pochodu. Potom pracoval v různých funkcích v kuomintangských úřadech, v první polovině 30. let jako osobní tajemník Li Cung-žena, předního kuomintangského generála a politika. Po roce 1949 žil v Hongkongu jako novinář, roku 1965 se s Li Cung-ženem vrátil do pevninské Číny a od koncem 70. lat zastával vysoké funkce v čínských zákonodárných a poradních sborech. Působil i ve společenských organizacích orientovaných na spolupráci se zahraničím a sjednocení Číny.

## Život
Čcheng S’-jüan se narodil 17. září 1908 v okrese Pin-jang v centrální části provincie Kuang-si. Roku 1926 vstoupil do Národní revoluční armády, ozbrojených sil Kuomintangu a v řadách 7. armády Li Cung-žena se účastnil severního pochodu. Od roku 1930 byl osobním tajemníkem Li Cung-žena, tehdy velitele 4. armádní skupiny. Roku 1934 odešel do Itálie, kde na univerzitě v Římu získal doktorát politologie.
Po návratu do Číny působil jako tajemník Paj Čchung-siho, zástupce náčelníka štábu kuomintangské armády, později pracoval v různých funkcích v kuomintangských úřadech. Roku 1947 byl zvolen členem stálého výboru ústředního výboru Kuomintangu a roku 1948 poslancem zákonodárného sboru (legislativního jüanu). V červenci 1949 se stal zástupcem generálního sekretáře ústředního výboru Kuomintangu. Brzy poté rezignoval a přestěhoval se do Hongkongu, kde pracoval jako novinář.
Roku 1956 na oficiální pozvání navštívil prvomájové oslavy v Pekingu, poté udržoval kontakty s představiteli čínské vlády, působil jako prostředník mezi ní a Li Cung-ženem, žijícím v Hongkongu. Roku 1965 doprovázel Li Cung-žena při jeho přestěhování se do Číny. Po návratu do Číny působil jako předseda Čínské asociace pro podporu mírového sjednocení, čestný předseda Čínské asociace přátelství se zámořím, předseda Čínské asociace pro podporu mezinárodní vědy a technologie a předseda Národní asociace tchajwanských studií.
Roku 1978 a 1983 byl jako nestraník zvolen členem stálého výboru celostátního výboru a zástupcem generálního sekretáře Čínského lidového politického poradního shromáždění, roku 1983 byl navíc zvolen i členem stálého výboru a místopředsedou zahraničního výboru Všečínského shromáždění lidových zástupců; roku 1988 povýšil na místopředsedu celostátního výboru Čínského lidového politického poradního shromáždění, ve dvou následujících volebních obdobích (1993–2003) vykonával funkci místopředsedy stálého výboru Všečínského shromáždění lidových zástupců (parlamentu).
Zemřel v Pekingu 28. července 2005.